# Cuca (Galaţi)
Cuca é uma comuna romena localizada no distrito de Galaţi, na região de Moldávia. A comuna possui uma área de 44.22 km² e sua população era de 2466 habitantes segundo o censo de 2007.